# 路德维·曾德尔
路德维·路易士·艾伯特·曾德尔（Ludwig Louis Albert Zehnder，1854年5月4日—1949年3月24日）出生在瑞士的伊爾瑙-埃弗雷蒂孔，是瑞士的物理學家，他在1891年提出了馬赫-曾德爾干涉儀的概念，德國科學家路德维希·马赫（恩斯特·马赫之子）再加以改良而成。

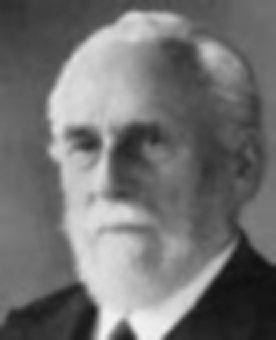
Ludwig Zehnder

路德维·曾德尔是弗赖堡大学及巴塞爾大學物理學教授威廉·伦琴的學生。伦琴也是第一個用X光拍攝人體骨骼X光片的人。